# Hector de Monte
Hector de Monte (1575 – julho de 1626) foi um prelado católico romano que serviu como bispo de Termoli (1626).

## Biografia
Heitor de Monte nasceu em 1575 em Lanciano, Itália. No dia 16 de março de 1626, foi nomeado bispo de Termoli durante o papado de Urbano VIII. A 25 de março de 1626, foi consagrado bispo por Alphonse Sacrati, bispo emérito de Comacchio, tendo Maurizio Centini, bispo de Massa Lubrense, e Giovanni Delfino, bispo de Belluno, servindo como co-consagradores. Serviu como bispo de Termoli até à sua morte em julho de 1626.